# DisneySea
Ne doit pas être confondu avec Tokyo DisneySea.
DisneySea était un projet de parc à thèmes de la Walt Disney Company qui devait être construit à l'embouchure du port de Long Beach en Californie dans les années 1990 à côté des propriétés de l'ancienne Wrather Company, dont le Queen Mary, que Disney avait acheté.
Le concept du parc, aussi appelé Port Disney en raison d'un de ses composants, a été en partie repris quelques années plus tard pour agrandir le complexe de Tokyo Disney Resort, c'est le parc Tokyo DisneySea.
Tous les parcs projetés au début des années 1990 n'ont pas vu le jour (WestCOT, Disney's America) et le seul ouvert durant cette période (Disneyland Paris) a eu de nombreux problèmes financiers. Le 30 septembre 1992, Disney revend les propriétés de Long Beach de l'ex-Wrather Company à la municipalité de Long Beach.
En mai 2006, une rumeur annonce que le parc allait être repris et associé au concept de Disney's America afin de créer un parc en deux sections comparable à Epcot au sein du complexe de Walt Disney World Resort.

## Le complexe
Le parc devait être construit sur un polder dans le prolongement du port de Long Beach. La superficie de la nouvelle zone devait atteindre 1,45 km2 (145 hectares) pour un investissement de 2,8 milliards de dollars. Il devait comprendre :
- le parc à thème DisneySea
- 21 600 places de parking
- un espace commercial nommé Port Disney
- un port privé, baptisé World Port pour desservir les îles et ports avoisinants (Île Santa Catalina, Newport Harbor et la Marina del Rey)
- un nouveau port pour les paquebots à destination de Mazatlan, Ensenada, San Francisco, Seattle et l'Alaska
- 6 hôtels totalisant 3 900 chambres.

Disney comptait créer 37 000 emplois directs et indirects dans cinq comtés. La société espérait générer entre 34 et 55 millions de dollars par an de revenu pour la ville de Long Beach.
À moyen terme Disney aurait voulu relier par un système de monorail express le complexe de Disneyland Resort au port de Long Beach mais le coût pharaonique n'aurait été validé qu'après le succès du parc, malheureusement jamais construit.

## Le parc à thèmes

Schéma du complexe.

Le parc devait contenir plusieurs attractions liés au thème de l'eau et de la mer. Le principe est un mélange du Future World d'Epcot et de royaume enchanté un peu éloigné du thème de Tokyo DisneySea. L'entrée devait se situer au nord-ouest du site à proximité de World Port-Port Disney
Le point central du parc devait être Oceana un ensemble de six sphères en verre, (à l'image du Spaceship Earth d'Epcot) qui devait contenir le palais d'Ariel et plusieurs attractions dont Oceanarium un clone de The Living Seas aussi sur deux étages.
Ensuite le parc devait se découper en plusieurs sections :
- Mysterious Island, totalement incluse dans un volcan, comme à Tokyo DisneySea. Elle devait avoir deux attractions Lost City of Atlantis et Captain Nemo’s Lava Cruiser, cette dernière devait être un parcours de montagnes russes suspendues à l'intérieur du volcan. Elles se rapprochent respectivement de 20,000 Leagues Under the Sea et de Journey to the Center of the Earth.
- Pirate Island était une zone de jeu pour les enfants sur le thème des pirates
- Fleets of Fantasy devait regrouper diverses embarcations dont une jonque chinoise, une felouque égyptienne ainsi que des restaurants et boutiques. Ce concept a été repris sur le thème des navires américains dans American Waterfront.
- Heroes Harbor devait faire revivre les mondes imaginaires des héros antiques et de contes liés à la mer. L'entrée devait être l’Aqua-Labyrinth, un labyrinthe avec des murs d'eau. (Le concept ressemble au projet de labyrinthe de la licorne du land Beastly Kingdom de Disney's Animal Kingdom.) Les attractions devaient être consacrée à Ulysse et à Sinbad
- Boardwalk Fun Fair était un hommage aux foires portuaires du début du XXe siècle. Ce thème et les attractions prévues ont été repris pour le Paradise Pier de Disney California Adventure.

Les sections devaient être associées à des zones de boutiques et restaurants sur le thème de la Grèce antique, de l'Asie et des  Caraïbes. De plus des expositions devaient permettre d'explorer les fonds marins grâce à des tunnels traversant des aquariums géants ou des cages descendant dans des fosses habitées par des requins.
Le soir, le lagon principal devait accueillir un feu d'artifice.

## World Port - Port Disney
World Port devait être une zone de transbordement pour la baie et s'insérer entre le Queen Mary et l'entrée du parc.
Port Disney devait se situé à la charnière de l'ensemble et servir de zone commerciale et de loisirs à l'image des Downtown Disney/Disney Village. Elle devait contenir des cinémas, des restaurants, des boutiques et aussi des discothèques.

## Les raisons de l'abandon
La raison principale de l'abandon du projet est le coût important de la construction du polder qui, à la différence de Hong Kong Disneyland Resort, aurait été supporté intégralement par la Walt Disney Company. De plus Disney avait aussi le projet d'un second parc à côté de Disneyland. Ce fut d'abord WestCOT remplacé par Disney California Adventure. Les problèmes financiers d'Euro Disney Resort rafraîchirent les actionnaires même pour WestCOT.

## Sources
- (en) What will strike Disney's fancy?: Decision pits ocean theme vs. clone of Epcot par Ricky Young -dans The Orange County Register, Friday, May 10, 1991
- (en) CALIFORNIA DREAMING Part 3 - Port Disney
- (en) Neverworlds Bicentennial Special - Port Disney